# Insect Science
Insect Science – międzynarodowe, recenzowane czasopismo naukowe publikujące w dziedzinie entomologii.
Pismo wydawane jest przez wydawnictwo Insect Science oraz Instytut Zoologii Chińskiej Akademii Nauk. Tematyką obejmuje wszelkie aspekty entomologii, jednak nacisk kładzie na adaptacje i biologię ewolucyjną owadów od poziomu molekularnego do ekosystemów, obejmując: ekologię, zachowanie i socjobiologię, biologię molekularną, fizjologię, biochemię, toksykologię, genetykę, rozwój, systematykę i ewolucję. Publikowane są tu oryginalne prace badawcze, komentarze, przeglądy, recenzje książek, sprawozdania z prac i konferencji.
W 2015 impact factor pisma wynosił 2,144. W 2014 zajęło 12 miejsce w rankingu ISI Journal Citation Reports w dziedzinie entomologii.